# 台灣啤酒籃球隊
台灣啤酒（英語：Taiwan Beer）為臺灣籃球隊，以成員身份參與超級籃球聯賽賽事，在2003年成為超級籃球聯賽創始球隊。

## 歷史
1968年創隊，1969年成立「公賣局青年隊」，之後衍生「公賣局培訓班」、「公賣凱旋」、「公賣局」、「公賣金龍」，1999年4月13日更名為「台灣啤酒」。
2003年1月新上任的台灣菸酒公司董事長黃營杉以「戰績不佳、這支球隊不會賺錢」決定解散台啤男籃，立委高志鵬於立法院質詢時，黃營杉要求由熱愛籃球的人士出任領隊一職，於是高志鵬與閻家驊決定聯手改造台啤男籃，並於同年九月將球隊換血。同年年底，當時行政院體育委員會主委林德福因台啤男籃解散一事影響，決定重振籃球風氣，於是超級籃球聯賽在同年11月7日開打。
台啤男籃從差點解散的球隊，歷經四年後成為超級籃球聯賽冠軍球隊，其中閻家驊教練扮演著重要角色。儘管閻家驊非籃球科班出身，擔任總教練一職備受關注與質疑，其較為衝動火爆的個性在比賽時也常引起許多爭議，但他帶兵也帶心的執教能力不容否認。
2010年11月，申請加入中國籃協，但遭到拒絕。
2021年5月11日，總教練周俊三表示球隊有機會加入新聯盟，也會在超級籃球聯賽留下一支球隊。9月2日，球隊宣佈以「台灣啤酒英熊」參戰T1聯盟。2023年6月26日，T1聯盟常務理事會決議台新育樂股份有限公司承接台灣啤酒英熊運營方智翔運動管理顧問股份有限公司的T1聯盟參賽權。7月4日，T1聯盟桃園永豐雲豹與台灣啤酒籃球協會結盟合作，更名為「台啤雲豹」，台啤雲豹擁有台灣啤酒籃球協會所屬球員的調度權。

## 歷年戰績
以下列出球隊過去在超級籃球聯賽的戰績。
| 聯盟總冠軍 | 晉級季後賽 |

| 賽季       | 聯盟 | 例行賽 | 例行賽 | 例行賽 | 例行賽 | 例行賽 | 季後賽                                                                                |
| 賽季       | 聯盟 | 名次   | 已賽   | 勝場   | 敗場   | 勝率   | 季後賽                                                                                |
| ---------- | ---- | ------ | ------ | ------ | ------ | ------ | ------------------------------------------------------------------------------------- |
| 2003-2004  | SBL  | 6 / 7  | 24     | 9      | 15     | 0.375  |                                                                                       |
| 2004-2005  | SBL  | 4 / 7* | 30     | 16     | 14     | 0.533  | 落敗 準決賽（裕隆恐龍）0比2                                                           |
| 2005-2006  | SBL  | 2 / 7  | 30     | 20     | 10     | 0.667  | 獲勝 準決賽（達欣工程）3比2 落敗 總冠軍賽（裕隆恐龍）1比4                             |
| 2006-2007  | SBL  | 3 / 7  | 30     | 19     | 11     | 0.633  | 獲勝 準決賽（緯來獵人）2比1 落敗 總冠軍賽（達欣工程）4比2                             |
| 2007-2008  | SBL  | 2 / 7  | 30     | 20     | 10     | 0.667  | 獲勝 準決賽（米迪亞精靈）3比0 獲勝 總冠軍賽（裕隆恐龍）4比2                           |
| 2008-2009  | SBL  | 3 / 7  | 30     | 20     | 10     | 0.667  | 獲勝 準決賽（裕隆納智捷）3比0 落敗 總冠軍賽（達欣工程）3比4                           |
| 2010       | SBL  | 4 / 7* | 30     | 17     | 13     | 0.567  | 落敗 準決賽（達欣工程）2比3                                                           |
| 2010-2011  | SBL  | 1 / 7  | 30     | 22     | 8      | 0.733  | 獲勝 準決賽（裕隆納智捷）4比0 獲勝 總冠軍賽（達欣工程）4比1                           |
| 2011-2012  | SBL  | 2 / 7  | 30     | 17     | 13     | 0.567  | 落敗 準決賽（台北達欣）3比4                                                           |
| 2012-2013  | SBL  | 7 / 7  | 30     | 8      | 22     | 0.267  | 隊史最差戰績 換血                                                                     |
| 2013-2014  | SBL  | 3 / 7  | 30     | 16     | 14     | 0.533  | 落敗 準決賽（台灣大）3比4                                                             |
| 2014-2015  | SBL  | 3 / 7  | 30     | 15     | 15     | 0.500  | 獲勝 第一輪（金門酒廠）3比0 獲勝 準決賽（富邦勇士）4比1 落敗 總冠軍賽（台中璞園）3比4 |
| 2015-2016  | SBL  | 2 / 7  | 30     | 20     | 10     | 0.667  | 獲勝 準決賽（達欣工程）4比1 獲勝 總冠軍賽（璞園建築）4比2                             |
| 2016-2017  | SBL  | 3 / 7  | 30     | 18     | 12     | 0.600  | 獲勝 第一輪（金門酒廠）3比0 落敗 準決賽（裕隆納智捷）2比4                             |
| 2017-2018  | SBL  | 6 / 7  | 30     | 12     | 18     | 0.400  | 落敗 第一輪（金門酒廠）1比3                                                           |
| 2018-2019  | SBL  | 2 / 7  | 36     | 21     | 15     | 0.583  | 獲勝 準決賽（桃園璞園）4比2 落敗 總冠軍賽（富邦勇士）0比4                             |
| 2019-2020  | SBL  | 1 / 5  | 32     | 25     | 7      | 0.781  | 獲勝 總冠軍賽（裕隆納智捷）4比3                                                       |
| 2020-2021* | SBL  | 1 / 5  | 40     | 31     | 9      | 0.775  | 獲勝 準決賽（高雄九太）3比0 因新冠疫情影響，與裕隆納智捷並列冠軍                      |
| 2021-2022* | SBL  | 2 / 5  | 31     | 21     | 10     | 0.677  | 因新冠疫情影響球季提前結束                                                            |
| 2023       | SBL  | 3 / 4  | 30     | 14     | 16     | 0.467  | 落敗 準決賽（臺灣銀行）1比2                                                           |
| 2024       | SBL  | 1 / 4  | 30     | 20     | 10     | 0.667  | 落敗 總冠軍賽（裕隆納智捷）2比3                                                       |
| 2025       | SBL  | 2 / 4  | 30     | 16     | 14     | 0.533  | 落敗 季後挑戰賽（臺灣銀行）0比2                                                       |

- 粗體黑字為該隊史最高，紅字為SBL紀錄

備註
1. 根據籃協球員及隊職員名單，第一季（2003-2004球季）台啤隊總教練為傅明仁，而非閻家驊。
2. 第二季（2004-2005球季）戰績與東森羚羊相同，但比較例行賽對戰成績後為台灣啤酒3：2東森羚羊。
3. 第五季（2007-2008球季）閻家驊因1月6日不服判決、賽後攻擊裁判遭禁賽10場，缺席的10場比賽（1月11日～2月3日）由周俊三教練暫時代理。
4. 第七季（2010球季）戰績與璞園建築相同，但比較例行賽對戰成績後為璞園建築3：2台灣啤酒。
5. 第十季（2012-2013球季）閻家驊掛名總教練，訓練與調兵遣將由執行教練劉嘉發負責。
6. 第十一季（2013-2014球季）起閻家驊仍掛名總教練，但訓練與調兵遣將由執行教練周俊三負責。
7. 第十二季（2014-2015球季）閻家驊因12月27日抗議判決遭驅逐出場，賽後遭禁賽1場，缺席的1場比賽（12月28日）由周俊三教練暫時代理。
8. 第十八季（2020-2021球季）因疫情與裕隆納智捷並列冠軍。
9. 第十九季（2021-2022球季）由於有球員確診嚴重特殊傳染性肺炎，中華民國籃球協會在舉行線上會議後宣布提前結束賽季，表定季後賽賽事直接取消，並由例行賽戰績第一的臺灣銀行奪得總冠軍。
10. 第二十季（2023球季）周俊三因2月17日抗議判決，對著場邊紀錄台大聲咆哮且態度不佳，遭禁賽2場，缺席的2場比賽(2月24日～2月25日)，由徐仲毅教練暫時代理。

## 退休球衣
以下退休者球衣掛在台啤球場，但似乎並不限制後輩需避開號碼，因為13號已經有球員穿走。
- 4號：周俊三

90年代中華隊主力，生涯晚期離開新浪，在東森打數年後到台啤退休，為SBL最高年齡退休紀錄保持人(39歲)。之後轉任台啤執行教練。
- 13號：羅興樑

前中華隊射手，生涯晚期離開幼敏，到台啤退休。引退賽在關鍵時刻得了幾分，也幫助台啤以些微差距贏得勝利。後於台灣大雲豹短暫復出。

## 外部連結
- 台灣啤酒籃球隊的Facebook專頁
- 台灣啤酒籃球隊的Instagram帳戶
- YouTube上的台灣啤酒籃球隊 TaiwanBeer.Bears頻道